# Low
Low este un album din 1977 al muzicianului Britanic David Bowie. Văzut ca unul dintre cele mai influente albume ale sale, Low a fost primul material din "Trilogia Berlinului", o serie de colaborări cu Brian Eno. Stilul experimental, avangardistic al albumului va fi explorat și pe discurile "Heroes" și Lodger.

## Tracklist
1. "Speed of Life" (2:46)
2. "Breaking Glass" (Bowie, Dennis Davis, George Murray) (1:52)
3. "What in The World" (2:23)
4. "Sound and Vision" (3:05)
5. "Always Crahing in The Same Car" (3:33)
6. "Be My Wife" (2:58)
7. "A New Career in a New Town" (2:53)
8. "Warszawa" (Bowie, Brian Eno) (6:23)
9. "Art Decade" (3:46)
10. "Weeping Wall" (3:28)
11. "Subterraneans" (5:39)

- Toate cântecele au fost scrise de David Bowie cu excepția celor notate.

## Single-uri
- "Sound and Vision"/"A New Career in a New Town" (1977)
- "Be My Wife"/"Speed of Life" (1977)